# Royal Aircraft Factory F.E.3
Il Royal Aircraft Factory F.E.3 (Farman o Fighting Experimental 3), noto anche come A.E.1 (Armed Experimental 1) fu un aereo biplano biposto destinato all'uso militare sviluppato dall'istituto di ricerca britannico Royal Aircraft Factory (RAF) nei primi anni dieci del XX secolo e rimasto allo stadio di prototipo.
Caratterizzato dalla configurazione spingente dell'unico motore che lo equipaggiava, venne espressamente realizzato per sperimentare la possibilità di equipaggiare un velivolo con un armamento pesante, specificatamente un cannone Coventry Ordnance Works (COW) calibro 1½ lb.

## Storia del progetto

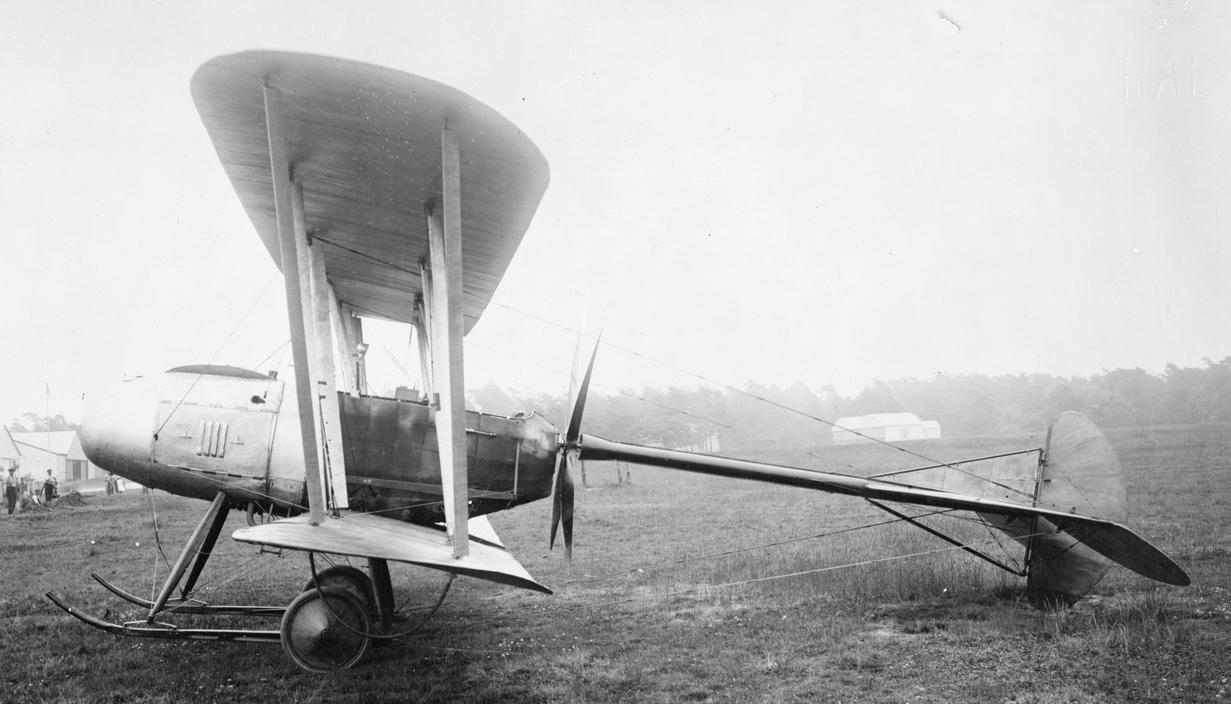
Vista laterale dell'F.E.3.

Nel 1913 il Royal Aircraft Factory decise di avviare lo sviluppo di un nuovo velivolo sperimentale, un biplano monomotore in configurazione spingente e armato, indicato come F.E.3 ("Farman" o "Fighting" Experimental) o come designazione alternativa A.E.1 ("Armed Experimental"). Il disegno era relativo ad un velivolo che introduceva una soluzione tecnica anticonvenzionale ideata al fine di ridurre la resistenza aerodinamica causata dalla particolare aspetto che assumevano i modelli dotati di motore spingente. In sostituzione delle classiche travi di coda, che dovevano lasciar libero lo spazio occupato dall'elica, venne realizzata un'unica struttura di collegamento tra la parte anteriore e l'impennaggio, costituita da un lungo tubo connesso tramite cuscinetti al mozzo dell'elica quadripala, irrigidita da una serie di tiranti in cavetto d'acciaio collegati alle ali ed al carrello d'atterraggio. L'equipaggio formato da due componenti, cannoniere e pilota, sedeva in tandem in una gondola centrale realizzata in legno e metallo che integrava al suo interno il motore Chenu, un 6 cilindri (o secondo altre fonti un 8 cilindri) in linea raffreddato a liquido collocato nella parte anteriore che lo collegava, tramite un lungo albero di trasmissione ed una catena, all'elica. L'F.E.3 era equipaggiato con un cannone COW 1½ lb shell-firing a caricamento rapido sparante attraverso la presa d'aria ricavata nella parte anteriore della gondola e che lambiva gli elementi dell'impianto di raffreddamento.
L'F.E.3 venne portato in volo per la prima volta nell'estate del 1913, ai comandi di Geoffrey de Havilland ed assistito da Ronald Kemp, ma la prova venne interrotta per la rottura in volo dell'elica che costrinse il velivolo ad effettuare un atterraggio forzato. Tuttavia i test non vennero più ripresi per la consapevolezza che la trave di coda non dava sufficienti garanzie di robustezza. Nonostante la messa a terra del velivolo l'efficienza del cannone venne comunque testata appendendo l'F.E.3 al soffitto di un hangar, constatando che il rinculo non risultava eccessivo.

## Utilizzatori
Regno Unito
- Royal Aircraft Factory